# East Kowloon Corridor

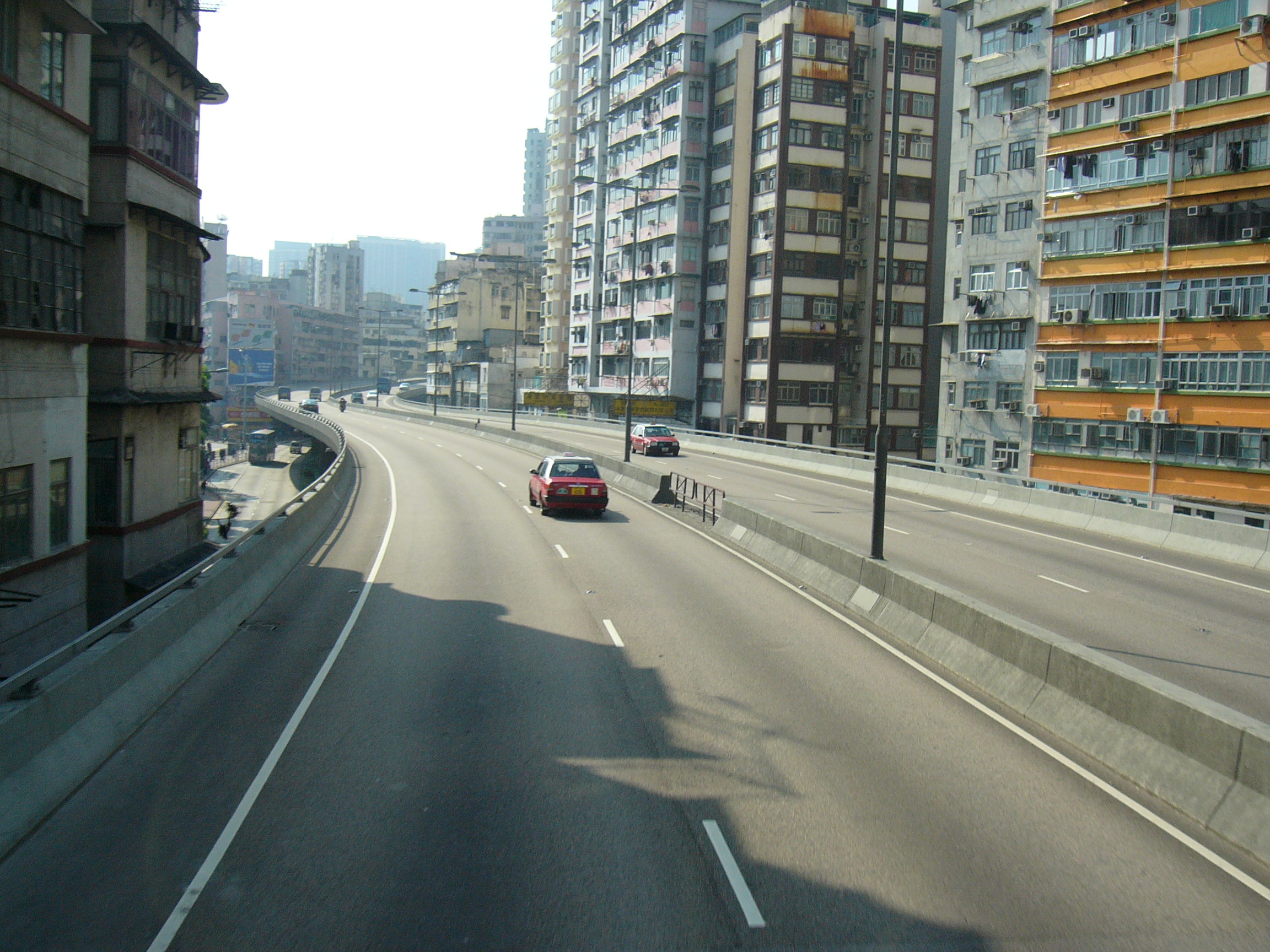
East Kowloon Corridor in der Nähe des Ko-Shan-Theaters

East Kowloon Corridor (chinesisch 東九龍走廊 / 东九龙走廊, Pinyin Dōng Jiǔlóng zǒuláng, Jyutping Dung1 Gau2lung4 zau2long4) ist die Bezeichnung einer 1,5 km lange städtische Autobahnteilstrecke in Kowloon, Hongkong. Die vierspurige Straße verläuft vom Ende des Kai-Tak-Tunnels in der Nähe der Sung Wong Toi Road bis zu der Verbindung mit der Ma Tau Wai Road in Hung Hom, wo beide Straßen durch die Chatham Road abgelöst werden und gehört zur Route 5 des Hongkonger Stadtautobahnnetz.
Diese Autobahn spielt seit ihrer Fertigstellung im April 1981 gemeinsam mit dem Kai-Wak-Tunnel (der ein Jahr später eröffnet wurde) eine wichtige Rolle bei der Verhinderung des Verkehrsstaus in Kowloon, da sie eine direkte Verbindung zwischen Hung Hom und Kwun Tong ermöglicht und die Verkehrsengstellen in To Kwa Wan, Mong Kok, Kowloon City und Ngau Chi Wan umgeht. Die kreuzungsfreie und ampellose Straßenverbindung hat nur zwei Abfahrten.
Die Straße verläuft als Flyover über der Kowloon City Road und der Ma Tau Wai Road. Die einzige Ausfahrt Richtung Norden liegt kurz vor der Einfahrt in den Kai-Tak-Tunnel und führt nordwärts auf die Kowloon CIty Road und in südlicher Richtung ostwärts auf die San Shan Road, von wo in Richtung Westen eine Auffahrt zum East Kowloon Corridor in südlicher Richtung besteht.
Obwohl die Straße East Kowloon Corridor genannt wird, liegt sie im West Kowloon District. Die Bezeichnung East (also Ost) hat ihren Ursprung in der Unterscheidung zum weiter westlich gelegenen West Kowloon Corridor, der bei Lai Chi Kok liegt. Außerdem lagen zu Beginn der britischen Kolonialzeit To Kwa Wan und Hung Hom in der Osthälfte der Halbinsel Kowloon.
Da die Bebauung aus der Zeit vor der Errichtung der Autobahn stammt, liegen die Häuser sehr dicht an der Trasse und die Anwohner, speziell in den unteren Stockwerken, klagen über Lärm, vor allem während der Hauptverkehrszeit.